# Келлі Марі Тран
Келлі Марі Тран (англ. Kelly Marie Tran, уроджена Лоан Тран; нар. 17 січня 1989, Сан-Дієго, Каліфорнія, США) — американська акторка, яка почала кар'єру 2011 року з участі у відео та телепроєктах. Здобула світову популярність завдяки ролі Роуз Тіко у фільмах з трилогії сиквелів «Зоряних війн» «Останні джедаї» (2017) і «Скайвокер. Сходження» (2019). Вона озвучила Раю у мультфільмі Disney «Рая та останній дракон» (2021) і Дон Беттерман «Сімейка Крудсів: Нова ера» від DreamWorks Animation (2020).

## Ранні роки
Народилася 17 січня 1989 року у Сан-Дієго, Каліфорнія в родині біженців з В'єтнаму, які залишили країну після початку війни у В'єтнамі. У дитинстві батько був безхатьком і ріс на вулицях В'єтнаму. Після переїзду до США влаштувався у Burger King, щоб утримувати сім'ю, мама працювала в похоронному бюро.
Навчалася у школі у Сан-Дієго та працювала у йогуртовому кафе. Ступінь бакалавра мистецтв у галузі комунікацій здобула у Каліфорнійському університеті в Лос-Анджелесі.

## Кар'єра

### 2011—2014: Початок кар'єри
Серед ранніх ролей участь у відео та телепроєктах. 2011 року знайшла агента, який змусив її піти на курси імпровізації. У The Second City Тран є частиною повністю жіночої азійсько-американської імпровізаційної групи Number One Son.
2013 року знялася у вебсеріалі «Ladies Like Us». 2015 року працювала асистентом у креативній рекрутинговій фірмі в Сенчурі-Сіті.

### 2015—2019: Успіх
2015 року отримала роль Роуз Тіко у фільмі «Зоряні війни: Останні джедаї». Роуз Тіко — механік, який приєднується до головного героя Фінна після того, як пожертвувала своєю старшою сестрою Пейдж Тіко (Вероніка Нго), яка пройшла навчання у командира Опору По Дамерона. На початку 2016 року сцени з Тран мали зніматися в Англії, від неї вимагалось зберігати свою роль у таємниці, тож вона сказала сім'ї, що залучена у незалежному кіно у Канаді. Головна роль у «Зоряних війнах» вперше виконувала азійсько-американська акторка. 2017 року стала першою жінкою азійського походження, яка з'явилася на обкладинці «Vanity Fair»: випуск за літо 2017 року з актором Джоном Боєгою (Фінн) й Оскар Айзек (пілот X-wing Fighter По Демерон).
Виконала головну роль Кейтлін Ле в подкасті «Список пасажирів» на Radiotopia. Виконувала регулярну роль на Facebook Watch «Sorry for Your Loss».

### 2020— дотепер
Озвучила Раю в мультфільмі Walt Disney Animation Studios «Рая та останній дракон», замінивши Кессі Стіл. Мала озвучити Вел Літтл у серіалі Disney+ «Монстри на роботі», але її замінила Мінді Калінг. Замінила Кет Деннінгс у ролі Доун у мультфільмі «Сімейка Крудсів: Нова ера».
Була виконавчим продюсером документального фільму Джеремі Воркмана «Лілі руйнує світ» 2021 року, у якому розповідається про 21-річну художницю Лілі Гевеш, з мистецтва доміно. Прем'єра документального фільму отримала схвальні відгуки критиків на кінофестивалі «South by Southwest» 2021 року, де Тран отримала Гран-прі журі за найкращий документальний фільм.
Як виконавча продюсерка співпрацювала з режисером мультфільму «Рая та останній дракон» Карлосом Лопесом Естрадою у фільмі «Літній час». У листопаді 2022 року Тран й Естрада оголосили, що засновували нову виробничу компанію Antigravity Academy.
У березні 2022 року повідомлялось, що Тран отримала головну роль у другому повнометражному фільмі Таяріші По «Молода дружина», разом з Кірсі Клемонс і у фільмі «Я, я і порожнеча». Того ж року стало відомо, що Тран працює над розробкою байопіку про активістку громадянських прав і її близьку подругу Аманду Нгуєн.

## Особисте життя
Після виходу фільму «Зоряні війни: Останні джедаї» у грудні 2017 року Тран стала об'єктом расистських і сексистських нападок в інтернеті, зокрема образи щодо її етнічної приналежності та розміру. Стала об'єктом расистського тролінгу в Twitter, наприклад, влогер Пол Рей Ремсі кепкував з її розміру. Інтернет-тролі змінили статтю про її героїню Роуз Тіко у «Зоропедії», онлайн-енциклопедії про всесвіт «Зоряних війн», додавши расистські та вульгарні коментарі, що привернуло увагу національних ЗМІ. Fandom, служба вікі-хостингу, яка керувала доменом, видалила образливі правки, захистила сторінку та публічно засудила вандалізм.
Після кількох місяців онлайн-цькування у червні 2018 року Тран видалила всі свої пости в Instagram і замінила опис акаунта на «боюся, але все одно роблю це». Після цькування пройшла курс психотерапії. Кілька акторів і членів знімальної групи «Останніх джедаїв» засудили напади і виступили на захист Тран, зокрема сценарист і режисер Раян Джонсон й актори Джон Боєга, Донал Глісон і Марк Гемілл, який опублікував фотографію з Тран з підписом: «що тут може не сподобатися? #GetALifeNerds». Джонсон назвав нападників «малюками», додавши, що вони — «жменька нездорових людей», а не «переважна більшість» шанувальників «Зоряних війн». Інші знаменитості також висловили підтримку Тран, зокрема Стівен Колбер, Джош Ґад, Кумейл Нанджіані, Ґабріель Юніон, Елайджа Вуд і Едгар Райт. Менш ніж за один день понад 20 000 шанувальників ретвітували повідомлення підтримки Тран. 2018 року її підтримали на San Diego Comic-Con: фанати з'явилися в образі її персонажа Роуз Тіко або в футболках з написом «Rose for Hope». Фанати опублікували інформацію про цю подію в соціальних мережах з хештегами #ForceOutHate і #RallyForRose. На Star Wars Celebration у квітні 2019 року шанувальники аплодували Тран стоячи, це її зворушило до сліз.
У серпні 2018 року Тран написала есе на тему цькування «Келлі Марі Тран: я не буду ізольована онлайн-переслідуванням» для «Нью-Йорк таймс». У ньому поділилася з читачами, що почала сумніватися в собі, і як нові цькування посилили напади, з якими вона стикалася як американка в'єтнамського походження, з метою ізоляції азійців, які можутьбути лише другорядними персонажами не тільки в історіях, а і в реальному житті. Тран писала, що у певний момент негативні зауваження в її бік вона почала вірити в них, бачити себе такою. І завершила словами: "Ви можете знати мене як Келлі. Я перша кольорова жінка, яка зіграла головну роль у фільмі «Зоряні війни». Я перша азійка, яка з'явилася на обкладинці «Vanity Fair». .Моє справжнє ім'я Лоан, і я тільки починаю. Тран зізналася, що їй було складно писати, але «це, ймовірно, один із моментів, якими вона пишається в її кар'єрі».

## Фільмографія
| Рік       |    | Українська назва                             | Оригінальна назва                       | Роль                       |
| --------- | -- | -------------------------------------------- | --------------------------------------- | -------------------------- |
| 2012      | ф  |                                              | The Cohasset Snuff Film                 | Крістін Чан                |
| 2014—2016 | с  |                                              | CollegeHumor                            | різні ролі                 |
| 2014      | с  | Життя Гортімера Гіббона на Нормальній вулиці | Gortimer Gibbon's Life on Normal Street | Сара                       |
| 2014      | с  | Про хлопчика                                 | About a Boy                             | Маргарет                   |
| 2015      | с  |                                              | Comedy Bang! Bang!                      | подруга                    |
| 2015      | с  | Адам руйнує все                              | Adam Ruins Everything                   | різні ролі                 |
| 2016      | с  | Заспівай це!                                 | Sing It!                                | дівчина на прослуховуванні |
| 2016      | ф  | XOXO                                         | XOXO                                    | дівчина                    |
| 2017      | ф  | Зоряні війни: Останні джедаї                 | Star Wars: The Last Jedi                | Роуз Тіко                  |
| 2018      | мс | Зоряні війни: Сила долі                      | Star Wars Forces of Destiny             | Роуз Тіко                  |
| 2018      | мс | Лего "Зоряні війни": Всі зірки               | Lego Star Wars: All-Stars               | Роуз Тіко                  |
| 2018—2019 | с  | Перепрошую за вашу втрату                    | Sorry for Your Loss                     | Джулс Шоу                  |
| 2019      | ф  | Зоряні війни: Скайвокер. Сходження           | Star Wars: The Rise of Skywalker        | Роуз Тіко                  |
| 2020      | мф | Сімейка Крудсів: Нова ера                    | The Croods: A New Age                   | Доун Беттерман             |
| 2020      | с  | Країна монстрів                              | Monsterland                             | Лорен                      |
| 2020      | мс |                                              | The Lego Star Wars Holiday Special      | Роуз Тіко                  |
| 2021      | мс | Сімейка Крудсів: Родинне дерево              | The Croods: Family Tree                 | Дон Беттермен              |
| 2021      | мф | Рая та останній дракон                       | Raya and the Last Dragon                | Рая                        |
| 2022      | с  |                                              | Lego Star Wars: Summer Vacation         | Роуз Тіко                  |
| 2023      | ф  | Молода дружина                               | The Young Wife                          | Макдаф                     |
| 2023      | кф | Одного разу на студії                        | Once Upon a Studio                      | Рая                        |
| 2024      | с  | Ласун                                        | Sweet Tooth                             | Роузі                      |
| 2025      | ф  | Весільний бенкет                             | The Wedding Banquet                     | Анджела                    |

## Визнання
| Рік  | Нагорода                                     | Категорія                                 | Номінована робота            | Результат |
| ---- | -------------------------------------------- | ----------------------------------------- | ---------------------------- | --------- |
| 2018 | 23-тя церемонія вручення нагороди «Empire»   | Найкраща акторка-новачок                  | Зоряні війни: Останні джедаї | Номінація |
| 2018 | 44-та церемонія вручення нагород «Сатурн»    | Найкраща акторка другого плану            | Зоряні війни: Останні джедаї | Номінація |
| 2018 | 20-а церемонія вручення премії «Teen Choice» | Прорив                                    | Зоряні війни: Останні джедаї | Номінація |
| 2022 | 49-та церемонія вручення премії «Енні».      | Найкраще озвучення — повнометражний фільм | Рая і останній дракон        | Номінація |